# Société asiatique
La Société asiatique è una società culturale fondata nel 1822, il cui fine è quello di promuovere le lingue orientali, pubblicare i lavori e le ricerche degli orientalisti e dare la possibilità agli studiosi francofoni d'incontrarsi per scambiarsi informazioni riguardanti le loro indagini scientifiche in occasione di conferenze a cadenza mensile.

## Storia
La sua creazione fu confermata con ordinanza reale il 15 aprile 1829. La prima presidenza fu assicurata da Antoine-Isaac Silvestre de Sacy, con Abel Rémusat come segretario. Tra i primi membri figuravano Jean-François Champollion e Eugène Burnouf.
- lo sviluppo e la diffusione delle conoscenze sull'immensa area che va dal Maghreb all'Estremo Oriente;
- l'approccio scientifico e multidisciplinare alle culture orali e scritte delle società oggetto delle sue indagini[2].»

Diventata "association loi 1901" nel 1910, essa ha rinnovato i propri statuti nel  1965. Per le sue attività e la sua storia, mantiene stretti legami con prestigiose istituzioni come l'École nationale des langues orientales vivantes (presso la quale ha avuto la sua sede dal 1924 al 1972,) l'Académie des inscriptions et belles-lettres e il Collège de France.
La Société asiatique riunisce alla data del 2015 più di 500 soci in Francia e nel mondo. Il suo organo, il Journal asiatique, è ininterrottamente pubblicato fin dal 1822. La diversificazione progressiva degli studi, il loro sviluppo a causa della specializzazione settoriale sempre più accentuata, rafforzano il ruolo di organismo federatore degli specialisti di studi orientali che la Société Asiatque assume da quasi due secoli. Essa possiede inoltre collezioni patrimoniali di primo ordine nel campo dell'orientalistica: stampe, manoscritti orientali e archivi scientifici, custoditi nella sua biblioteca (52, rue du Cardinal-Lemoine - Paris Ve).

## Selezione di membri
- Antoine-Isaac Silvestre de Sacy
- Jean-Pierre Abel-Rémusat
- Eugène Burnouf
- Théodore Pavie
- Charles Lasteyrie du Saillant
- Antoine-Jean Saint-Martin
- Antoine Bazin
- Jean-François Champollion
- René Labat
- Jules Mohl
- Ernest Renan
- Charles Barbier de Meynard
- Gaston Maspero
- Émile Senart
- Louis Finot
- Sylvain Lévi
- Paul Pelliot
- Jean Filliozat
- Jacques Bacot
- Charles Virolleaud
- Jean Leclant
- Daniel Gimaret
- Jean-Pierre Mahé
- Jean Berlie
- Joseph Toussaint Reinaud
- Grégoire Louis Domeny de Rienzi
- Louis-Charles-Joseph de Manne
- Antoine Bruguière de Sorsum
- André Caquot
- Paul Garelli
- Jean-Daniel Kieffer
- Charles-Hippolyte de Paravey
- Charles-Eugène Ujfalvy de Mezőkövesd